# أياكو كيتاموتو
أياكو كيتاموتو (北本 綾子) (22 يونيو 1983 في سابورو في اليابان – )؛ هي لاعبة كرة قدم كانت تلعب كمهاجم. ولعبت مع منتخب اليابان لكرة القدم للسيدات.

## وصلات خارجية
- أياكو كيتاموتو على موقع الاتحاد الدولي (مؤرشف)  (الإنجليزية)
- أياكو كيتاموتو على موقع قاعدة بيانات كرة القدم.إي يو (الإنجليزية)
- أياكو كيتاموتو على موقع عالم كرة القدم.نت (الإنجليزية)